# 하이파 와흐비
하이파 와흐비(아랍어: هيفاء وهبي, 영어: Haifa Wehbe, 1972년 3월 10일 ~ )는 레바논의 가수, 배우이다. 데뷔 무렵 《호와 엘 즈만》 (هو الزمن)이라는 앨범으로 처음 데뷔하였으며, 외모 또한 뛰어나 미스 레바논에 출전해 당당히 2위를 차지했으며, 레바논과 아랍 세계에서 인기있는 여가수이다. 무슬림들의 관점에서 노출이 심하다고 생각할 정도의 의상을 입고, 뮤직 비디오와 콘서트에 등장한다.
2005년 2집 《바디 아이쉬》 (بدي عيش 난 살고싶다[*])를 발매했다. 이 앨범의 제목은 레바논의 총리였던 라피크 하리리가 암살당하자 반시리아 감정을 표출하기 위해서 지었다고 한다. 이 앨범에 수록된 〈Ya Hayat Albi〉와 후속곡 〈아나 하이파〉 ( أنا هيفا 나는 하이파[*])라는 곡들이 히트가 되면서 성공적으로 활동했다. 하이파 와흐비는 노래를 작사·작곡할 때, 노래를 거의 대부분 아랍 전통 음악풍으로 만드는 등, 하이파 와흐비의 대부분 노래에는 아랍의 전통 문화가 녹아 있는 듯하다.
가수활동 외에도 모델경력이 있다. 2005년 아랍 세계의 리얼리티쇼 "알와디" (الوادي)에 다른 14명의 연예인과 함께 출연해서 인기를 모았고 프랑스의 축구선수 티에리 앙리와 펩시광고에 출연한 적도 있다.
처음 결혼한 당시 자자라는 딸을 낳았다. 레바논의 법 때문에 10년 동안 딸을 보지 못했다고 한다. 현재 와흐비는 미혼이다. 남부 레바논에서 태어났으며 시아파이다. 2006년 이스라엘-레바논 전쟁당시 베이루트에서 이집트로 옮겼고 헤즈볼라를 지지한적이 있다.

## 음반

### 앨범
- هو الزمن 호와 엘 즈만[*]
- بدي عيش 바디 아이쉬[*] (2005)

### 싱글
- Agoul Ahwak (أقول أهواك)
- Wahdi (وادي)
- Ya Hayat Albi (حياة قلبي)
- Ana Haifa (أنا هيفا)
- Bos El Wawa (بوس الواوا)
- Mosh Adra Astana (مش اقدره أنساك)